# Club Natació Catalunya
Le Club Natació Catalunya (CNC) est un club espagnol de natation et de water-polo de Barcelone. Les équipes féminines et masculines de water-polo se sont illustrées de la fin des années 1980 aux années 1990.

## Historique
Le Club Natació Catalunya est fondé le 21 avril 1931. Il organise d'abord ses activités aux Bains orientaux, un établissement de La Barceloneta avant de s'installer dans les Bains populaires de 1943 à 1969.
En 1972, la municipalité de Barcelone décide de la construction de la piscine municipale Pau Negre au bénéfice du CNC, sur les pentes du parc du Carmel, qui devient le siège social du club à son inauguration.
En water-polo, le CNC connaît une période faste de la fin des années 1980 à la fin de la décennie suivante six titres de champion d'Espagne en onze saisons face, principalement, aux autres clubs catalans, comme le Club Natació Barcelona, vainqueur des quatre autres titres. Il connaît la victoire lors des deux coupes d'Europe existant alors. Au cours des années 2000, il quitte la division Honneur pour descendre en première division.

## Palmarès water-polo féminin
- 2 titres de champion d'Espagne : 1989 et 1991.

## Palmarès water-polo masculin
- 2 supercoupes d'Europe : 1992 et 1995.
- 1 coupe d'Europe des clubs champions : 1995.
- 1 coupe d'Europe des vainqueurs de coupe : 1992.
- 6 titres de champion d'Espagne : 1988, 1989, 1990, 1992, 1993, 1994 et 1998.
- 6 coupes du Roi : 1987, 1988, 1990, 1992, 1994 et 1997.